# Le Fresne-Camilly
Le Fresne-Camilly (lə fʁɛn.ka.mi.jiⓘ) es una población y comuna francesa, situada en la región de Baja Normandía, departamento de Calvados, en el distrito de Caen y cantón de Creully.

## Demografía
| 450 | 434 | 464 | 685 | 696 | 787 |
| Para los censos de 1962 a 1999 la población legal corresponde a la población sin duplicidades (Fuente: INSEE [Consultar]) |     |     |     |     |     |